# Lista över fornlämningar i Borgholms kommun (Borgholm)
Lista över fornlämningar i Borgholms kommun (Borgholm) är en förteckning av ett urval av de fornlämningar som finns i Borgholm i Borgholms kommun.
| Namn                   | Lämningstyp                 | Tillkomsttid | Historisk indelning | Plats | Läge                 | ID-nr          | Bild                                      |
| ---------------------- | --------------------------- | ------------ | ------------------- | ----- | -------------------- | -------------- | ----------------------------------------- |
| Borgholm 1:1           | Stenkrets                   |              | Borgholm, Öland     |       | 56.874674, 16.673961 | 10078900010001 | Ladda upp en till bild av detta fornminne |
| Borgholm 1:2           | Grav markerad av sten/block |              | Borgholm, Öland     |       | 56.874518, 16.673615 | 10078900010002 | Ladda upp en bild av detta fornminne      |
| Borgholm 2:1           | Gravfält                    |              | Borgholm, Öland     |       | 56.871911, 16.667255 | 10078900020001 | Ladda upp en bild av detta fornminne      |
| Borgholm 3:1           | Runristning                 |              | Borgholm, Öland     |       | 56.877655, 16.658457 | 10078900030001 | Ladda upp en bild av detta fornminne      |
| Borgholm 18:1          | Röse                        |              | Borgholm, Öland     |       | 56.878266, 16.673979 | 10078900180001 | Ladda upp en bild av detta fornminne      |
| Blårör (Borgholm 19:1) | Röse                        |              | Borgholm, Öland     |       | 56.880773, 16.682136 | 10078900190001 | Ladda upp en till bild av detta fornminne |
| Borgholm 19:3          | Hällristning                |              | Borgholm, Öland     |       | 56.881060, 16.682134 | 10078900190003 | Ladda upp en bild av detta fornminne      |
| Borgholm 19:4          | Hällristning                |              | Borgholm, Öland     |       | 56.881049, 16.682249 | 10078900190004 | Ladda upp en bild av detta fornminne      |
| Borgholm 19:5          | Hällristning                |              | Borgholm, Öland     |       | 56.881009, 16.682538 | 10078900190005 | Ladda upp en bild av detta fornminne      |
| Borgholm 19:6          | Hällristning                |              | Borgholm, Öland     |       | 56.880941, 16.682362 | 10078900190006 | Ladda upp en bild av detta fornminne      |
| Borgholm 19:7          | Hällristning                |              | Borgholm, Öland     |       | 56.880634, 16.681694 | 10078900190007 | Ladda upp en bild av detta fornminne      |
| Borgholm 19:8          | Hällristning                |              | Borgholm, Öland     |       | 56.881028, 16.682555 | 10078900190008 | Ladda upp en bild av detta fornminne      |